# Cairn Gorm
Cairn Gorm är ett berg i Storbritannien.   Det ligger i kommunen Highland och riksdelen Skottland, i den norra delen av landet, 700 km norr om huvudstaden London. Toppen på Cairngorm är 1 245 meter över havet. Berget har gett namn till bergskedjan Cairngorms.
Terrängen runt Cairngorm är huvudsakligen kuperad.Runt Cairngorm är det mycket glesbefolkat, med 2 invånare per kvadratkilometer. Närmaste större samhälle är Aviemore, 15,7 km nordväst om Cairngorm. Trakten runt Cairngorm består i huvudsak av gräsmarker.